# Château de Vincy
Le château de Vincy est situé dans le hameau homonyme, sur le territoire de la commune vaudoise de Gilly, en Suisse.

## Histoire
Trois châteaux participent de l’histoire de Vincy. Un château « de la Motte », construit sur une éminence sans doute aux XIe-XIIe siècles, dominait l’entrée du vallon des Vaux à la hauteur des anciens châteaux forts de Mont-le-Grand (Mont-sur-Rolle) et Mont-le-Vieux (Essertines-sur-Rolle). Cette forteresse a été détruite en 1293 lors du conflit qui opposait les sires de Prangins à la maison de Savoie. Plus bas, deux maisons fortes, dites « des Vaux » et « de Vincy » s’élevaient à une centaine de mètres l’une de l’autre, de part et d’autre du ruisseau du Flon-de-Vincy.
Le fief des Vaux remonte à 1313 et est étroitement lié à la famille de Mestral. Cette maison seigneuriale est attestée en 1436. Elle passe en 1623 au patricien bernois Albert Manuel, puis revient en 1643 à Anne de Gingins, veuve de François Gaspard de Mestral, déjà détentrice du fief de Vincy voisin. Cette seigneurie est acquise en 1720 par Jean Vasserot.
Le fief de Vincy est lui aussi lié aux membres de la famille de Mestral, sans doute dès le XIVe siècle, mais attesté en 1449. L’antique maison forte de Vincy était implantée au nord-est du château actuel (lieu-dit à la Colombière), sur la rive orientale du Flon-de-Vincy. Ce bien-fonds passe en 1724 à David Vasserot. La maison forte est remplacée par une ferme vers 1745, elle-même démolie en 1939.
L’actuel château de Vincy, construit sur le site de l’ancienne maison seigneuriale des Vaux, a été bâti entre 1721-1724 pour Jean et David Vasserot, père et fils. Ceux-ci, banquiers en Hollande et en France, enrichis tous deux dans le cadre des spéculations internationales initiées par John Law, ont été anoblis en 1713 par le roi de Prusse. Leur architecte est le Genevois David Jeanrenaud, qui travaille également pour cette famille au château de la Bâtie-Beauregard à Collex-Bossy. Le château passe en 1750 à Horace Vasserot, qui procède à d’importants aménagements intérieurs, puis en 1787 à Auguste Vasserot, officier de carrière. Ce dernier vit difficilement les troubles de la Révolution. Royaliste engagé, il soutient la contre-révolution en France et reçoit de nombreux réfugiés à Vincy. Les archives du château sont en partie brûlées en 1802 par les Bourla-Papey. Entre 1792 et 1804, le château reçoit divers embellissement dans la cour d’honneur et sur les deux façades principales, tandis que le sculpteur genevois Jean Jaquet intervient à l’intérieur par des décors virtuoses en stuc. Lamartine séjourne durant une centaine de jours à Vincy lors de son exil de 1815,.
Le domaine passe en 1841 à Albert Vasserot, peintre et mélomane ; – en 1872, à Gustave de Fernex ; – en 1883, à René Delessert ; – en 1956, à Jacques-Rodolphe de Wurstemberger. – Inscrit à l'inventaire cantonal du patrimoine en 1974. – Depuis 2007, il est détenu par le célèbre architecte Lord Norman Foster et son épouse Lady Elena,.
L'ensemble du mobilier et des collections historiques du château ont été dispersés lors d'une grande vente aux enchères en 1996. Certaines pièces ont pu être acquises par des musées, notamment des portraits et un service à thé Delessert, en porcelaine de Chine, vers 1765.
Le château est classé comme bien culturel d'importance nationale. Il donne son nom à plusieurs grands crus produits dans le domaine viticole attaché au domaine (à ne pas confondre avec le domaine voisin du Coteau de Vincy).